# (8963) Collurio
(8963) Collurio ist ein Asteroid des äußeren Hauptgürtels, der am 24. September 1960 von dem niederländischen Astronomenehepaar Cornelis Johannes van Houten und Ingrid van Houten-Groeneveld entdeckt wurde. Die Entdeckung geschah im Rahmen des Palomar-Leiden-Surveys, bei dem von Tom Gehrels mit dem 120-cm-Oschin-Schmidt-Teleskop des Palomar-Observatoriums aufgenommene Feldplatten an der Universität Leiden durchmustert wurden.
Der Asteroid gehört zur Themis-Familie, einer Gruppe von Asteroiden, die nach (24) Themis benannt wurde. Die zeitlosen (nichtoskulierenden) Bahnelemente von (8963) Collurio sind fast identisch mit denjenigen der beiden kleineren, wenn man von der Absoluten Helligkeit von 15,5 und 14,5 gegenüber 13,2 ausgeht, Asteroiden (78540) 2002 RH117 und (144667) 2004 FQ7.
(8963) Collurio ist nach dem Neuntöter benannt, dessen wissenschaftlicher Name Lanius collurio lautet. Zum Zeitpunkt der Benennung des Asteroiden am 2. Februar 1999 befand sich der Neuntöter auf der niederländischen Roten Liste gefährdeter Arten.